# Lute (Polonia)
Laúd [pronunciación en polaco: /ˈlutɛ/] es un pueblo en el distrito administrativo de Gmina Modliborzyce, dentro del Distrito de Janów Lubelski, Voivodato de Lublin, en el este de Polonia. Se encuentra aproximadamente 2 kilómetros al norte de Modliborzyce, 9 kilómetros al noroeste de Janów Lubelski, y 56 kilómetros al sur de la capital regional, Lublin.